# Marselan
Marselan – odmiana winorośli o ciemnej skórce, wyhodowana w 1961 przez Paula Truela z Institut National de la Recherche Agronomique we Francji. Odmianami rodzicielskimi były popularne cabernet sauvignon i grenache. Nazwa pochodzi od leżącej nieopodal Montpellier gminy Marseillan, gdzie mieści się eksperymentalna winnica instytutu.

## Charakterystyka
Hodowla była ukierunkowana na uzyskanie plennej odmiany o dużych jagodach – cechach cenionych w owym okresie. Marselan ze swoimi niewielkimi owocami nie spełniał tych kryteriów. Pierwotnie szczep był oznaczony symbolem INRA 1810-68. Na fali poszukiwania odmian o wysokiej jakości i odpornych na choroby został dopuszczony do komercyjnej uprawy w 1990.
Marselan dojrzewa średnio późno lub późno. Jagody są małe, lecz zebrane w duże grona. Wina mają intensywny kolor, są aromatyczne i nadają się do starzenia.
Poza oficjalnymi nazwami nie zarejestrowano synonimów.

## Rozpowszechnienie
Marselan odniósł znaczny sukces jako nowa odmiana: do 2006 obsadzono szczepem 1356 ha we Francji, a już w 2009 areał wzrósł do 2375 ha. Podstawowymi regionami uprawy jest Langwedocja i południowa część doliny Rodanu. Produkuje się wina odmianowe oraz kupażowane. Odmiana jest dozwolona w niektórych winach regionalnych z południowej Francji.
Winnice obsadzone marselan pojawiają się w Hiszpanii. Odmiana jest uprawiana także na ograniczoną skalę w krajach południowoamerykańskich (Brazylia, Argentyna).